# Deborah Carthy-Deu
Pour les articles homonymes, voir Carthy et Deu.
 (septembre 2012).
Si vous disposez d'ouvrages ou d'articles de référence ou si vous connaissez des sites web de qualité traitant du thème abordé ici, merci de compléter l'article en donnant les références utiles à sa vérifiabilité et en les liant à la section « Notes et références ».
Deborah Carthy-Deu, née le 5 janvier 1966 à Santurce à Porto Rico, est une animatrice de télévision et actrice portoricaine.
Elle est Miss Porto Rico 1985, puis Miss Univers 1985.

## Biographie
Elle est née à Santurce, de parents irlando-portoricains. 
Sa mère a dirigé une académie de ballet et de mannequinat, Academia de Ballet y Modelaje Vicky Sanz, sous le nom de Vicky Sanz.  Son père était directeur de la photographie.
À l'âge de 9 ans, Deborah Carthy-Deu commence à prendre des cours de ballet à l'école de sa mère, elle a été formée comme une ballerine classique.
Elle assiste à une école primaire catholique et par la suite inscrite dans la neuvième année d'études à l'école secondaire du Commonwealth.
Vers 13 ans, Deborah Carthy-Deu prend des cours de danse à New York, plus tard elle étudie à l'Université de Puerto Rico une spécialisation en art dramatique.
Après avoir parcouru le monde en tant que Miss Univers, elle se rend en Argentine pour jouer le personnage principal de la telenovela El Cisne Blanco .  Cela lui a permis de continuer à travailler comme actrice et mannequin à l'échelle internationale, ainsi que comme animatrice de télévision pour Univision et Telemundo Network.

### Après Miss Univers
Carthy-Deu est diplômée magna cum laude de l'Université de Porto Rico et a obtenu la médaille du théâtre, décernée au diplômé le plus distingué. Elle s'est spécialisée dans les arts du théâtre et l'éducation.
En tant qu'actrice, elle a travaillé à la fois au théâtre et à la télévision et a gagné le respect des critiques pour sa participation, tant dans les comédies que dans les drames. [ citation nécessaire ]
Elle possède une école de mannequinat et de finition, connue sous le nom de Deborah Carthy Deu Estudio y Agencia de Modelos, dans laquelle elle aide les filles et les femmes à développer leurs compétences sociales et leur estime de soi, ainsi qu'à démarrer une carrière dans le mannequinat, les arts, la télévision et la participation. dans les concours de beauté.
Carthy-Deu a aussi animé plusieurs émissions de télévision.